# Список сварочных кодов
На данной странице представлен Список сварочных кодов в разных странах, процедуры и спецификации.

## Американское общество инженеров-механиков (ASME) коды
Американское общество инженеров-механиков (ASME) охватывает все аспекты проектирования и производства котлов и сосудов высокого давления. Разделы, касающиеся сварки котлов и сосудов:
| Код                             | Описание                                                                         |
| ------------------------------- | -------------------------------------------------------------------------------- |
| Раздел ASME BPVC, раздел первый | Правила строительства энергетических котлов                                      |
| ASME BPVC, раздел второй        | Часть C: спецификации для сварочных электродов, электроды и присадочные металлы. |
| ASME BPVC, раздел V             | Неразрушающий контроль                                                           |
| ASME BPVC, раздел IX            | Сварка и пайка                                                                   |
| АСМЕ Б16.25                     | Приварные встык концы                                                            |

## Американский институт нефти стандарты (API)
В Американский нефтяном институте (API)  первые и наиболее успешные программы по разработке стандартов API действуют  с 1924 года. API поддерживает более  500 стандартов на нефтегазовые месторождения. Ниже приводится неполный список номеров в стандарте, касающихся сварки:
| Стандартный Номер  | Описание                                         |
| ------------------ | ------------------------------------------------ |
| API RP 577         | Сварка, процесс и металлургия                    |
| Интерфейс API 1104 | Сварка трубопроводов и связанных с ними объектов |

## Австралия / Новая Зеландия (AS/NZS) стандарты
Стандарты Австралии является органом, ответственным за разработку, ведение и публикацию австралийских стандартов. Ниже приведен неполный список стандартов, касающихся сварки:
| Стандартный Номер | Описание                                                                                 |
| ----------------- | ---------------------------------------------------------------------------------------- |
| AS/NZS 1554.1     | Конструкционная сталь сварка металлоконструкций                                          |
| AS/NZS 1554.2     | Сварка конструкционных сталей сварки - приварки (стальные шпильки, стальные)             |
| AS/NZS 1554.3     | Конструкционная сталь сварка - сварка арматурной стали                                   |
| AS/NZS 1554.4     | Сварка конструкционных сталей, высокопрочной закаленной и отпущенной стали               |
| AS/NZS 1554.5     | Сварка конструкционной стали, сварка стальных конструкций при высоких уровнях нагружения |
| AS/NZS 1554.6     | Конструкционная сталь - сварка нержавеющих сталей для строительных целей                 |
| AS/NZS 1554.7     | Конструкционная сталь - сварка листовых металлоконструкций                               |
| AS/NZS 3992       | Оборудование под давлением - сварка и пайка                                              |
| AS/NZS 4855       | Сварочные материалы - покрытые электроды для ручной дуговой сварки                       |

## Канадская ассоциация стандартов (CSA)
Канадская ассоциация стандартов (CSA) является ответственной за разработку, ведение и публикации стандартов CSA. Ниже приведен неполный список стандартов, касающихся сварки:
| Стандартный Номер          | Описание |
| -------------------------- | --- |
| CAN/CSA-G401-07            | Профнастил стальной трубы |
| CAN/CSA-ISO 14341:11       | Сварочные материалы - проволока и электроды для сварки месторождений газа экранированный дуговой. Сварка металла из нелегированных и мелкозернистых сталей |
| CAN/CSA-W117.2-06 (R2011)  | Безопасность при сварке, резке и смежных процессах |
| G40.20-04/G40.21-04 (R2009 | Общие требования к прокатной или сварной конструкционной качественной стали/ конструкционная качественная сталь                                            |
| W178.1-08                  | Сертификация сварочной организации |
| W178.2-08                  | Сертификация сварочных инспекторов |
| W47.1-09                   | Сертификация компаний по сварке стали |
| W47.2-11                   | Сертификация компаний по сварке алюминия |
| W48-06 (R2011)             | Присадочные металлы и аналогичные материалы для дуговой сварки металла                                                                                     |
| В55.3-08                   | Сертификация компаний по сварке стали и алюминия |
| W59-13                     | Стальная сварная конструкция (Металлическая дуговая сварка)                                                                                                |
| W59.2-M1991 (R2008)        | Сварные алюминиевые конструкции |
| Z662-11                    | Нефтяные и газовые трубопроводные системы |

## Британские стандарты (BS)
Британские стандарты разрабатываются, поддерживаются и публикуются организацией BSI Standards Великобритании Национального бюро стандартов. Ниже приведен неполный перечень стандартов, касающихся сварки:
| Стандартный Номер | Описание |
| ----------------- | --- |
| BS 499-1          | Сварочные термины и символы. Глоссарий для сварки, пайки и термической резки                                                   |
| BS 499-2С         | Сварочные термины и символы. Символы европейский дуговой сварки                                                                |
| BS 2633           | Спецификация дуговой сварки ферритной стали трубопроводы для переноски жидкостей                                               |
| BS 2971           | Спецификация класса II дуговой сварки углеродистой стали, трубопроводы для транспортировки жидкостей                           |
| BS 4515-1         | Спецификация для сварных стальных трубопроводов на суше и на море - Часть 1: углерод и углерод-марганцевой стали трубопроводов |
| BS 4515-2         | Спецификация для сварных стальных трубопроводов на суше и на море. Двухшпиндельная нержавеющая сталь, трубопроводы             |
| PD 6705-2         | Структурное использованием стали и алюминия. Рекомендации по выполнению стальных мостов БС стандарта EN 1090-2                 |
| PD 6705-3         | Структурное использованием стали и алюминия. Рекомендации по выполнению алюминиевых конструкций для BS 1090-3                  |